# Алоха (башня)
Башня Алоха (англ. Aloha Tower) — маяк, часовая и смотровая башня, расположенная на пирсе № 9 бухты Гонолулу (Гонолулу, Гавайи, США).

## Описание
Башня Алоха имеет 10 этажей, собственную высоту 56,1 метров плюс флагшток высотой 12,2 метров, на котором установлен шар времени. Со всех четырёх сторон расположены бронзовые циферблаты диаметром по 3,7 метров и весом по 7 тонн. В 7, 12 и 16 часов на башне срабатывала сирена, сигнализирующая о точном времени, но позднее её стали использовать только для встречи прибывающих кораблей, а также для предупреждения жителей о цунами или пожаре. На протяжении 33 лет этот маяк оставался самым высоким сооружением Гавайев пока не был открыт торговый центр Ala Moana Center. Башня возведена в традиционном «гавайском стиле». Стоимость строительства составила огромную по тем временам (1926 год) сумму 190 000 долларов (более 2 585 000 долларов в ценах 2016 года). Смотровая площадка на 10 этаже открыта для посетителей ежедневно с 9-30 до 17-00, в неделю её посещают более 5000 человек, вместимость площадки составляет 24 человека единовременно.

## История
Строительство Башни Алоха началось в 1924 году, и 1 июля 1926 года её маяк, видимый за 20 миль, начал работу. Он сразу был автоматизирован и обходился правительству в 50 долларов в год (жалованье смотрителю составило бы около 1500 долларов в год). 11 сентября того же года состоялось торжественное открытие здания. После нападения на Пёрл-Харбор 7 декабря 1941 года маяк немедленно был выкрашен в камуфляжный окрас и потушен до конца Второй мировой войны. В 1948 году состоялось повторное торжественное открытие башни, коричнево-зелёные разводы с неё были смыты. В конце 1960-х годов в окрестностях Алохи стали появляться высотные здания, и поэтому было принято решение снять с неё навигационные функции. Сигнальный огонь был перемещён на телебашню, а в 1975 году заработал новый маяк на пирсе № 2. 13 мая 1976 года башня была внесена в Национальный реестр исторических мест США. В 1981 году была основана государственная корпорация Aloha Tower Development Corporation, которая занялась ремонтом и модернизацией башни Алоха и прилегающей территории. Крупная реконструкция была произведена в 1994 году, при этом ни одного цента на это не было взято с налогоплательщиков. Также башня была закрыта на ремонт с 1997 года по апрель 1999 года.
- Башня Алоха ночью
- Вход
- Верхушка
- Вид с башни. В кадре музей Hawaii Maritime Center и корабль Falls of Clyde.
- Вид с башни. В кадре пассажирский лайнер «Гордость Америки[англ.]».
- Вид с башни. В кадре ледокол «Хили».